# Jagdstaffel 16
A Jagdstaffel 16, conhecida também por Jasta 16, foi um esquadra de aeronaves da Luftstreitkräfte, o braço aéreo das forças armadas alemãs durante a Primeira Guerra Mundial. A sua primeira vitória aérea ocorreu a 10 de Março de 1917, e a sua primeira baixa a 14 de Abril. No total, a Jasta 16 abateu 58 aeronaves inimigas e 24 balões, perdendo 7 pilotos durante a sua existência.

## Aeronaves
- Pfalz D.III
- Fokker DR.I
- Fokker D.VII[3]